# Víctor Polay
Victor Polay Campos (né à Callao le 6 avril 1951) est un des fondateurs du Mouvement révolutionnaire Tupac Amaru, une guérilla péruvienne qui a participé du conflit civil au Pérou dans les années 1980 et 1990.
Arrêté en 1989, il participe à une audacieuse évasion le 9 juillet 1990. Avec 47 autres guérilleros prisonniers, il s'échappe par un tunnel de plus de 300 mètres creusé depuis l’extérieur de la forteresse, à l’insu du personnel pénitencier et des systèmes de surveillance.
Il a été trouvé coupable, le 22 mars 2006, par une cour péruvienne d’avoir commis près de 30 crimes vers la fin des années 1980 et le début des années 1990. Il fut condamné à 32 ans de prison en 2006 (sa peine est alourdie de 3 ans en 2008).
Il est actuellement emprisonné dans la base navale du Callao, où se trouvent aussi Abimael Guzmán et Vladimiro Montesinos.